# سايمون ارمسترونغ
سايمون ارمسترونغ (بالإنجليزية: Simon Armstrong)‏ (و. القرن 20  م) هو ممثل، وممثل أفلام من المملكة المتحدة، وويلز.

## وصلات خارجية
- سايمون ارمسترونغ على موقع IMDb (الإنجليزية)
- سايمون ارمسترونغ على موقع ألو سيني (الفرنسية)
- سايمون ارمسترونغ على موقع أول موفي (الإنجليزية)
- سايمون ارمسترونغ على موقع قاعدة بيانات الفيلم (الإنجليزية)
- سايمون ارمسترونغ على موقع كينوبويسك (الروسية)